# 거록 대전
거록 대전(巨鹿大戰)은 기원전 207년 진나라의 주력부대와 초나라 반군이 맞붙은 회전이다. 진나라의 주장은 장한이었고 초나라의 주장은 항우였다. 전투는 초군의 결정적 승리로 종료되었고, 그 결과 진나라의 멸망은 확실시된다.